# Amstel 1870
Amstel 1870 was een Nederlands pilsbier van het merk Amstel. Amstel 1870 ontleende zijn naam aan het jaar waarin de Amstel Brouwerij werd opgericht.
Het bier werd door Heineken gebrouwen op twee locaties in Nederland (Zoeterwoude en 's-Hertogenbosch). Het was een donker, goudgeel pilsener met een alcoholpercentage van 5% met een bitterder en aromatischer smaak dan gewoon Amstel Pilsener.
Het dalen van de vraag naar Amstel 1870 deed de brouwerij besluiten de productie per mei 2016 te sluiten.